# 布林萊恩格拉本河
49°03′19″N 10°51′57″E / 49.055297°N 10.865757°E
布林萊恩格拉本河（德語：Brünnleingraben），是德國的河流，位於該國東南部，由巴伐利亞負責管轄，屬於魏爾格拉本河的左支流，河道全長0.5公里，河口處在阿勒斯海姆附近。